# Chlorogalum parviflorum
Chlorogalum parviflorum är en sparrisväxtart som beskrevs av Sereno Watson. Chlorogalum parviflorum ingår i släktet Chlorogalum och familjen sparrisväxter. Inga underarter finns listade i Catalogue of Life.